# Pfeiffer & Schmidt (Braunschweig)
Pfeiffer & Schmidt war ein Textilhandelsunternehmen, das 1690 in Braunschweig gegründet wurde und bis 1972 bestand. Das Familienunternehmen war die älteste Textil- und Kurzwarengroßhandlung Deutschlands.

## Geschichte
Die Kaufmannsfamilie Schmidt, die Vorfahren des Firmengründers, stammten aus Eych in Wermelskirchen bei Remscheid. Im Jahr 1690 gründete Adolf Schmidt (1660–1725) in Braunschweig eine Textilgroßhandlung, die zu den ältesten ihrer Art in Deutschland zählte.
Das Unternehmen des Kaufmanns Schmidt schloss sich 1794 mit dem Kaufmann Arnold Pfeiffer zusammen, der auch kölnische Waren, Nähzwirn und Nähseide, Bänder aus Leinen und Wolle oder feine Seidentücher anbot, und firmierte seither unter dem Namen „Textilgroßhandlung Pfeiffer und Schmidt“. 1794 wurde auch das Grundstück mit dem Stammhaus in der Schützenstraße erworben, das zuvor dem Kaufmann Stargard gehört hatte. Das Unternehmen betätigte sich zudem als Spediteur. 1831 mietete das Unternehmen ein Haus am damaligen Radeklint Nr. 3, da die bisherigen Privat- und Geschäftsräume in der Schützenstraße zu klein geworden waren. Das Gebäude wurde dann 1835 erworben. In der Schützenstraße ließ Peter Schmidt durch den Hofbaurat Carl Theodor Ottmer um 1840 ein großes neues Geschäftshaus entwerfen, das sich von der Schützenstraße an der Neuen Straße entlangzog.

Ehemalige Gebäude; Gördelingerstraße 43–45
Portal des Strombeckschen Hauses
Postkontor (Hennebergsches Haus)
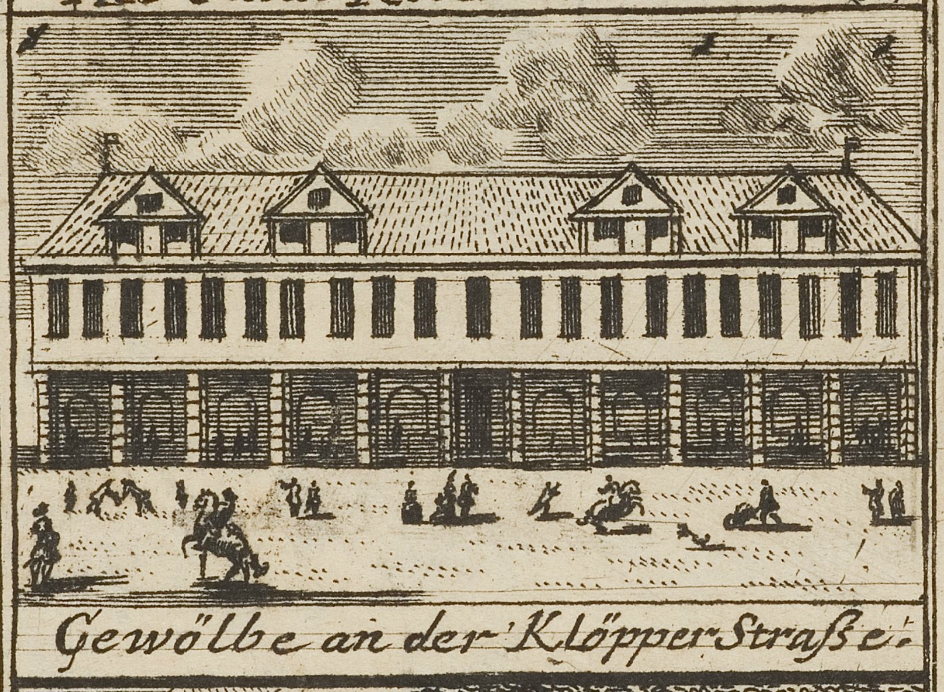
Messegebäude in der Klöpperstraße

Seit 1884 nutzte das Unternehmen ein Haus in der Klöpperstraße, das 1706 bis 1714 für Messezwecke (Braunschweiger Messe) in der Gördelingerstraße 45 errichtet worden war und das früher auch als Hauptgebäude der Buntmalerei und Porzellanmanufaktur Fürstenberg diente und in dem sich seit der 2. Hälfte des 19. Jahrhunderts die erste Polizeidirektion Braunschweigs befand. Am 7. März 1906 kaufte Pfeiffer & Schmidt das Grundstück mit den Gebäuden (das ehemalige Hennebergsche Haus, Gördelingerstraße 44) und 1934 auch das angrenzende Wohnhaus der Familie Strombeck Gördelingerstraße 43. Im Zweiten Weltkrieg wurden beim neunten schweren Luftangriff auf Braunschweig am 10. Februar 1944 diese Gebäude zerstört.

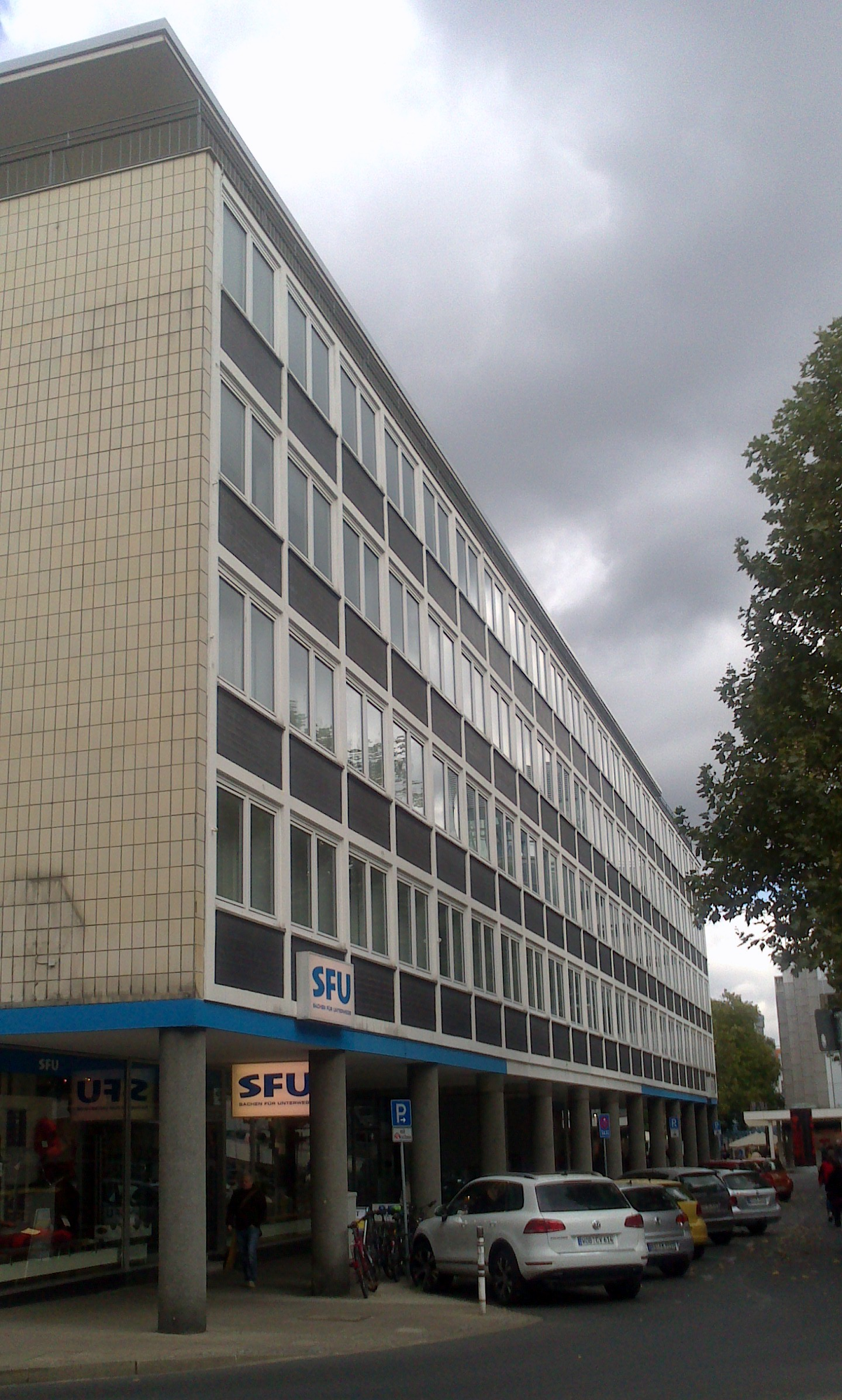
Ehemaliges Stammhaus der Firma Pfeiffer & Schmidt ab 1952 (Architekt Kraemer)

In den Jahren 1951 bis 1952 wurde durch den Architekten Friedrich Wilhelm Kraemer ein neues Geschäftshaus in der Neuen Straße 20 (Ecke Gördelingerstraße) errichtet. Am 1. September 1965 feierte Pfeiffer & Schmidt das 275-jährige Bestehen der Textil- und Kurzwarengroßhandlung. 1972 erfolgte die Schließung des Unternehmens.
Das Unternehmen besaß eine Zweigniederlassung in Magdeburg am Breiten Weg, Ecke Große Münzstraße, die ebenfalls im Zuge des Zweiten Weltkriegs verloren ging. In Magdeburg gab es zudem noch eine 1828 gegründete Baumwollspinnerei und -weberei Pfeiffer & Schmidt. Weitere Niederlassungen gab es in Dortmund, Frankfurt am Main, Hamburg, Hannover, Mönchengladbach, München und Saarbrücken.

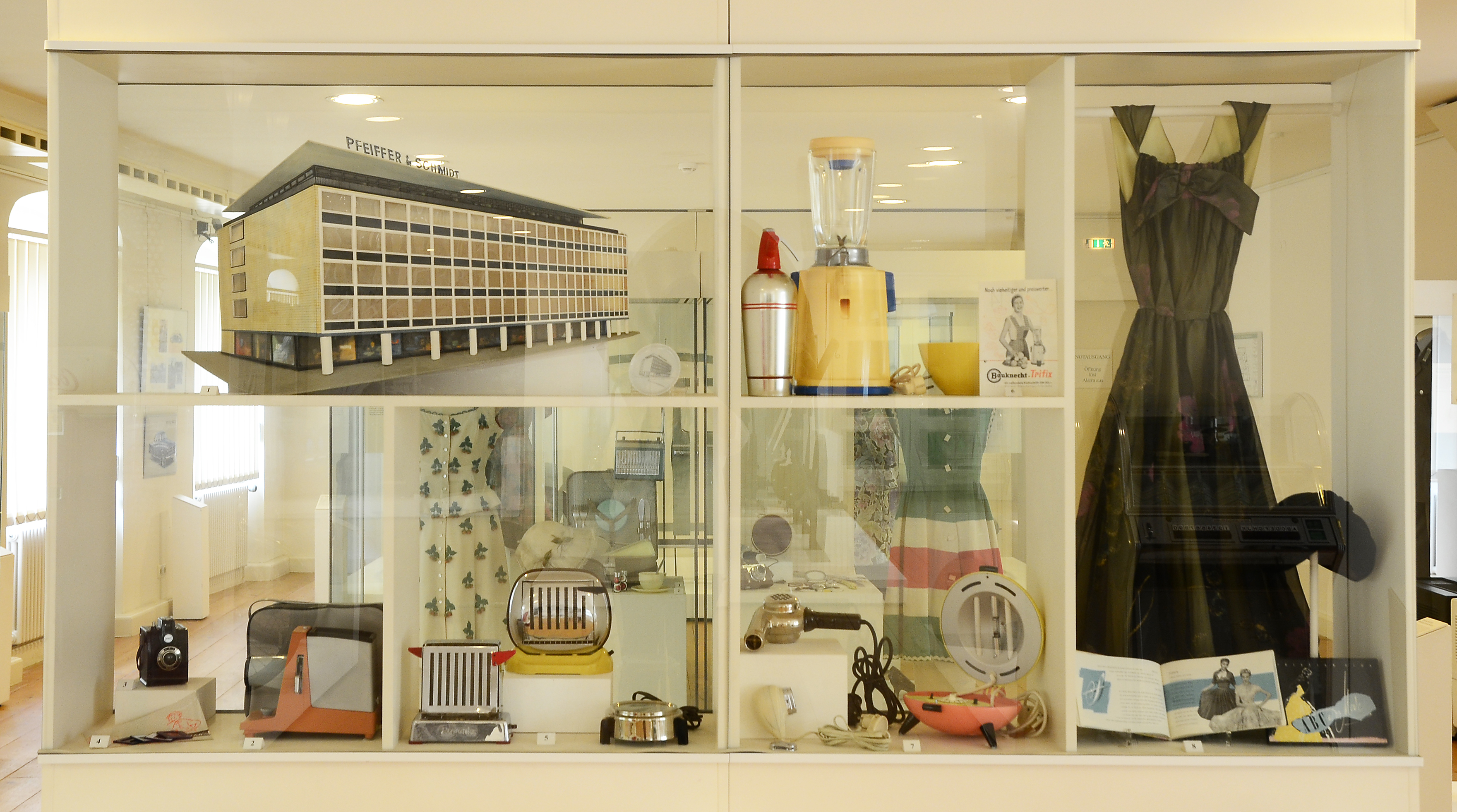
Ausstellungsstücke im BLM

Die Firma veröffentlichte unter anderem Kataloge für Handschuhe, Herren- und Knabenwäsche, Korsetts, Strümpfe und Wirkwaren, die in den 1930er Jahren in der Buchdruckerei Julius Krampe in Braunschweig gedruckt wurden.

## Geschäftsführer / Inhaber
- ab 1690: Adolf Schmidt (1660–1725), Kaufmann und Firmengründer
- Arnold Pfeiffer, Kaufmann und Teilhaber
- Johannes Schmidt (16. Juli 1770 – 14. Juni 1848), Kauf- und Handelsherr, sowie Teilhaber am Handelshaus Pfeiffer & Schmidt
- Peter Schmidt (1800–1874), Großkaufmann, Kommerzienrat und Teilhaber der Firma Pfeiffer und Schmidt (Braunschweig und Magdeburg)
- Friedrich Schmidt (1. November 1801 – 27. April 1878), Fabrikant, Großkaufmann und Teilhaber am Handelshaus Pfeiffer & Schmidt, sowie Königlich Preußischer Geheimer Kommerzienrat. Er leitete die Niederlassung in Magdeburg.
- Gustav Adolf Schmidt (13. April 1829 – 8. Januar 1893) ⚭ Johanna Emilie Wilhelmine (geborene Meyer; * 1832). Ältester Sohn von Peter Schmidt. Übernahm die Leitung des Unternehmens und gründete 1863 mit Hans Sommer den bis 1870 bestehenden Braunschweiger „Verein für Konzertmusik“, als dessen Schatzmeister er fungierte.
- Wilhelm Schmidt (1830–1895), Vater des Politikers Hermann Schmidt, ⚭ Hedwig (geborene Berger)
- Victor von Heimburg (um 1879/1880 – 3. Juni 1956) ⚭ Ursula Schmidt (* 1889), war ein Schwiegersohn von Hermann Schmidt. Er starb als Senior-Chef der Firma Pfeiffer und Schmidt 1956.